# Alton Castle

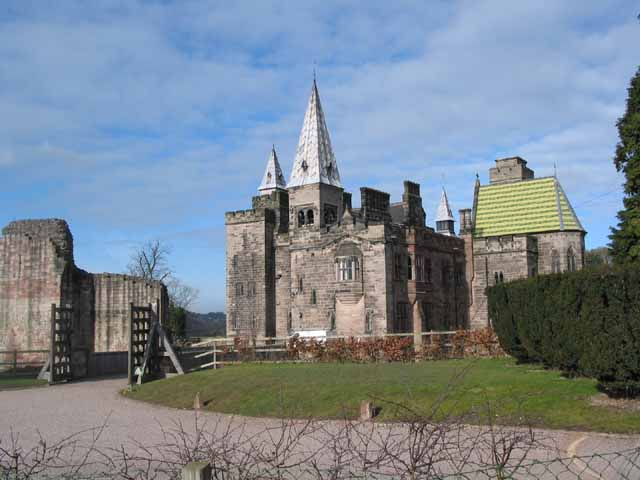
Alton Castle

Alton Castle ist eine neugotische Burg auf einem Hügel über dem Churnet-Tal. Sie gehört zum Dorf Alton in Staffordshire. An dieser Stelle gab es bereits seit sächsischer Zeit eine Befestigung. Die ursprüngliche Burg stammt aus dem 12. Jahrhundert. Die heutige Burg wurde Mitte des 19. Jahrhunderts von John Talbot, 16. Earl of Shrewsbury, aus dem nahegelegenen Alton Towers errichtet. 1967 wurde die Burg von English Heritage als historisches Gebäude I. Grades ausgewiesen. Sie ist auch eine geschützte archäologische Stätte.

## Geschichte
Das ursprüngliche Alton Castle wurde im 12. Jahrhundert von Bertram de Verdon auf einem Felsvorsprung über dem Fluss Churnet errichtet, auf dem es bereits seit sächsischer Zeit Befestigungen gab. Die Burg wird als Alton, Alverton oder Aulton urkundlich erwähnt. Diese Burg aus dem 12. Jahrhundert wurde im 15. Jahrhundert in wesentlichen Teilen umgebaut, in der Folge aber im Bürgerkrieg zerstört.
Seit 1442 gehörte die Burg den Earls of Shrewsbury, die seit Anfang des 19. Jahrhunderts im nahegelegenen Alton Towers residierten. Mitte des 19. Jahrhunderts war die Burg größtenteils eine Ruine. John Talbot, 16. Earl of Shrewsbury, beauftragte den katholischen Architekten Augustus Pugin, der für den Earl bereits in Alton Towers arbeitete, eine neugotische Burg oder ein neugotisches Landhaus an Stelle der alten Burg zu errichten. Der größte Teil der Ruinen aus dem 12. Jahrhundert wurde entfernt und es entstand 1847 ein neues Gebäude, das einem mittelalterlichen Schloss aus Frankreich oder Deutschland ähnlich sah. Pugin erhielt auch den Auftrag, das umgebende Gelände auf dem Burgberg neu zu gestalten. Ein „Nachbau eines mittelalterlichen Hospitals, einer Zunfthalle und eines Chors“ wurde errichtet und dem Heiligen Johannes dem Täufer geweiht. Die Gebäude dienten als Kirche und Krankenhaus für die Armen der Gemeinde. Die Kirche wurde auch als Schule für arme Kinder des Ortes genutzt.
Es ist nicht ganz klar, warum der 16. Earl of Shrewsbury die Burg wiederaufbaute. Vielleicht war sie für den Vetter und möglichen Nachfolger des Earls, Bertram Talbot, 17. Earl of Shrewsbury, gedacht, oder als Witwenresidenz für die Frau des Earls, falls dieser vor ihr sterben sollte. Als die neue Burg fast fertig war, schlug der Earl vor, sie als Priesterseminar zu nutzen, aber Pugin „war entschieden dagegen“.
Im Jahre 1855 wurde das Anwesen von den Sisters of Mercy übernommen und der Chor wurde ihr Konvent. Die Burg blieb bis 1919 ein Privathaus; dann kauften die Sisters of Mercy es für £ 3500 und bauten es als Erweiterung ihrer Klosterschule aus. Das Internat wurde 1989 geschlossen und so blieb die Burg bis 1996 ungenutzt.
1996 etablierte das Erzbistum Birmingham ein katholisches Jugendexerzitienhaus in der Burg.

## Heute
Alton Castle ist heute ein gemeinnütziges Jugendhaus für Kinder von 9 bis 13 Jahren. Über 8000 Kinder besuchen die Burg jedes Jahr, organisiert hauptsächlich von Schulen, aber auch anderen Jugendorganisationen, wie Jugendgruppen oder gemeinnützigen Vereinen, die behinderte Kinder betreuen. Einige der Kinder sind benachteiligt oder behindert und viele kommen aus innerstädtischen sozialen Brennpunkten.
Der Zweck des Jugendhauses auf Alton Castle ist die Steigerung des Selbstwertgefühls und das Bilden von Freundschaften, damit die Kinder ihre Potentiale erkennen. Die Kinder nehmen während ihres Aufenthaltes an vielen Aktivitäten teil, wie z. B. Mountainbike fahren, Trekking, Bogenschießen, Klettern und Survivaltraining.